# Colegio Universitario de Caracas
El Colegio Universitario de Caracas (CUC) fue una institución universitaria de Venezuela, estuvo cotutelada por el Ministerio del Poder Popular para la Educación Universitaria, Ciencia y Tecnología, cuya sede principal se encontraba ubicada en la Urbanización La Floresta, Parroquia Chacao, Municipio Chacao, al este del centro geográfico de la Gran Caracas. Fue fundada el 23 de noviembre de 1971 y posteriormente disuelta el 27 de febrero de 2018, tras su fusión con el Colegio Universitario Francisco de Miranda y el Colegio Universitario José Lorenzo Pérez Rodríguez, creando así la Universidad Nacional Experimental de la Gran Caracas.

## Historia
El Colegio Universitario de Caracas, se creó el 23 de noviembre de 1971, según el decreto número 792. Inició sus actividades académicas el 9 de octubre de 1972. Desde 2006, el instituto fue rector de los Programas de Nacionales de Formación en Administración, Informática y Turismo.
La institución estuvo en pie durante 46 años, y fue una de las primeras en formar técnicos superiores universitarios en el país, siendo especialistas en las áreas del trabajo social y la administración. Del CUC egresaron aproximadamente más de 50.000 egresados.
El 27 de febrero de 2018, mediante la Gaceta Oficial Extraordinaria N° 41.349, fue publicado el Decreto Presidencial N° 3.293, por el cual se creaba la Universidad Nacional Experimental de la Gran Caracas (UNEXCA), en convenio con la Misión Alma Mater, como Universidad Nacional Experimental, con personalidad jurídica y patrimonio propio, distinto e independiente del Tesoro Nacional. De este modo, el Colegio Universitario quedaba disuelto al pasar de ser un colegio universitario a una universidad experimental.

## Sedes
El 28 de julio de 2004 el Colegio Universitario de Caracas estrenó su nueva sede principal del edificio Sucre, antigua sede de PDVSA Gas. Anterior a este hecho, esta casa de estudios no había contado con una sede propia y funcionó durante más de 32 años en instalaciones alquiladas, inadecuadas para los fines pedagógicos.
El CUC contaba con 2 sedes, ambas ubicadas en el Municipio Chacao:
- Sucre, ubicada en La Floresta.
- Los Cedros, ubicada en La Campiña.

## Autoridades

### Director
- Miguel Antonio Álvarez Cádiz

### Subdirector académico
- William Hernández

### Subdirector administrativo
- Carlos Balza

## Composición de la Universidad
- Dirección de Administración
- Dirección de Informática
- Dirección de Turismo

## Carreras
- Informática[5]
- Educación preescolar
- Trabajo social
- Administración
  - Contabilidad de Costos
  - Hotelería
  - Mercadeo
  - Municipal
  - Organización y Sistemas
  - Presupuesto
  - Recursos Humanos
  - Turismo